# Wyznanie (album)
Wyznanie – album Maryli Rodowicz wydany w 1972 roku nakładem wytwórni Pronit. Jest to drugi album Maryli Rodowicz, na którym znajduje się jednak muzyka repertuarowo inna. Największy przebój z tej płyty to „Gdy piosenka szła do wojska” z festiwalu kołobrzeskiego (1972 r.). 
Album został ponownie wydany na płycie winylowej i po raz pierwszy na CD w serii „Antologia Maryli Rodowicz” (2012−2013) nakładem wytwórni Universal Music Polska i Polskie Nagrania „Muza”.

## Lista utworów

### Strona 1
1. „Jaworowy most” (K. Gärtner, E. Bryll)
2. „Kochaniem, pragnieniem” (K. Gärtner, E. Bryll)
3. „Czy co było między nami” (K. Gärtner, A. Osiecka)
4. „Pojednajcie mu się” (K. Gärtner, M. Rodowicz, E. Bryll)
5. „Z tobą w górach” (K. Gärtner, J.Kleyny)

### Strona 2
1. „Gdy piosenka szła do wojska” (K. Gärtner, J. Kleyny)
2. „Gonią wilki za owcami” (K. Gärtner, A. Osiecka)
3. „Jak Harnaś umierał” (K. Gärtner, E. Bryll)
4. „Niepozorny pan” (M. Grechuta, L.A. Moczulski)
5. „Przyśpiewki hinduskie” (M. Rodowicz, A. Osiecka)
6. „La Batea” (T.Tanio, T.Tanio)

## Twórcy
- Tomasz Stańko – trąbka
- Włodzimierz Nahorny – saksofon, flet
- Marek Bliziński – instrumenty perkusyjne
- Zbigniew Hołdys – gitara
- Ryszard Gromek – perkusja
- Tadeusz Gogosz – gitara
- Tomasz Myśków – gitara
- Aleksander Bem – perkusja
- Paweł Dąbrowski – gitara
- Andrzej Ibek – pianino
- Kazimierz Plewiński – gitara
- Jiří Tomek – gitara basowa

Muzycy towarzyszący:
- Jan Ptaszyn Wróblewski – saksofon
- Pro Contra – śpiew

### Personel
- Zofia Gajewska – reżyser nagrania
- Jacek Złotkowski – operator dźwięku
- Pavel Jasansky – projekt graficzny
- Pavel Jasansky – foto